# Avenida Senador Teotônio Vilela
Avenida Senador Teotônio Vilela (antiga Estrada do Rio Bonito) é uma importante avenida do município de São Paulo. Inicia-se na Avenida Interlagos e termina na Estrada Ecoturística de Parelheiros, ligando os distritos de Socorro e Cidade Dutra ao distrito de Parelheiros.
Nela localiza-se o Corredor Parelheiros-Rio Bonito-Santo Amaro, sendo que este tem acesso aos mais importantes terminais daquela região como: Terminal Varginha e Terminal Parelheiros.
Nela também está localizado o Autódromo de Interlagos e é também a principal via de acesso ao Sesc Interlagos. Fornece acesso às avenidas Interlagos, Atlântica (antiga Avenida Robert Kennedy), Dona Belmira Marin e Paulo Guilguer Reimberg.
Em 2016, a avenida foi considerada a mais perigosa de São Paulo para pedestres, devido ao alto número de acidentes e atropelamentos. Segundo levantamentos, a avenida, no ano anterior, havia registrado 55 casos de atropelamentos, sendo que houve três mortes e outras 59 ficaram feridas.